# نادي أنكونا
نادي أنكونا (بالإيطالية: U.S. Ancona 1905)‏، نادي كرة قدم إيطالي يقع في مدينة أنكونا في إيطاليا، تأسس عام 1905. ثم تم حل النادي في 1994. وفي 2010 أعيد تأسيسه باسم أنكونا كالتشيو ثم أعيد حله في 2010.